# Liste von Persönlichkeiten aus Malvaglia
Diese Liste enthält in Malvaglia geborene Persönlichkeiten und solche, die in Malvaglia ihren Wirkungskreis hatten, ohne dort geboren zu sein. Die Liste erhebt keinen Anspruch auf Vollständigkeit.

Giovanni Baggi Nationalrat

## Persönlichkeiten
(Sortierung nach Geburtsjahr)
- Familie Baggi/o : Die noch heute im Ort ansässige Familie ist seit Beginn des 15. Jahrhunderts im Bleniotal bezeugt, wo sie wichtige Ämter (Landschreiber, Statthalter) in der Vogteiverwaltung innehatte. Im 19. und 20. Jahrhundert brachte die Familie namhafte, ausschliesslich konservative Politiker (Giovanni Domenico Baggi) hervor und war in Frankreich und Italien im Lebensmittelhandel und in der Herstellung von Speiseeis tätig.[1][2]
  - Antonio Baggi (* um 1710 in Malvaglia; † nach dem 1750 ebenda), leitete um 1750 die Inquisition im Bleniotal.[1]
  - Giacomo Antonio Baggi (* um 1750 in Malvaglia; † 21. Juni 1814 ?), Tessiner Grossrat der am 30. Juli 1811 für die von Napoleon Bonaparte verlangte Abtretung des südlichen Tessin ans Königreich Italien (1805–1814) stimmte[1]
  - Giulio Baggio (* 1840 in Malvaglia; † 1879 in Lille), Arzt, Professor an der medizinischen Fakultät der Université Lille Nord de France[3]
  - Paolo Baggio (* 15. Juni 1872 in Lille; † 25. November 1951 in Cannes), Violinist und Berufsmilitär[4]
  - Giovanni Baggio (* 25. Dezember 1877 in New York City; † 18. August 1943 in Malvaglia) Ingenieur und Organist[5]
  - Luisa Baggio (* 20. September 1906 in Malvaglia; † 2. Februar 2001 in Bellinzona), Sekundarlehrerin, Direktorin von Pro Infirmis in Bellinzona[6]
  - Giovanni Domenico Baggi (* 12. Oktober 1929 in Malvaglia; † 31. Mai 1995 ebenda), Anwalt, Bürgermeister von Malvaglia, Tessiner Grossrat, Nationalrat[7]

- Antonio Maria Menegalli (* um 1760 in Malvaglia; † 9. November 1807 ebenda), Politiker, Mitglied des Verwaltungskammer des Kantons Bellinzona, Tessiner Grossrat[8]
- Pasquale Blotti (* 11. März 1869 in Malvaglia; † 9. August 1928 in Zürich), Arzt, Tessiner Grossrat[9]
- Battista Ratti genannt Titta (* 25. Februar 1896 in Mailand; † 2. Februar 1992 in Malvaglia), Maler, Porträtist mit Abstechern ins Genre des Tiermalers[10][11]
- Riccardo Saglini (* um 1909 in Malvaglia; † um 1995 ebenda ?), Sekundarlehrer, Rektor des Gymnasiums von Biasca und Autor[12]